# Konibodom
Konibodom (în tadjică Конибодом) este un oraș din Tadjikistan.